# Aleksej Ilitj Tjirikov
 Der er for få eller ingen kildehenvisninger i denne artikel, hvilket er et problem. Du kan hjælpe ved at angive troværdige kilder til de påstande, som fremføres i artiklen.

Aleksej Ilitj Tjirikov (russisk: Алексей Ильич Чириков, tr. Alekséj Ilítj Tjírikov; født 24. december 1703 i landsbyen Luzjnoje, Tula guvernement (nu Tula oblast), død 4. juni 1748 i Moskva) var en russisk kaptajn og navigatør, der tog del i Kamtjatka-ekspeditionerne under Vitus Berings kommando. I 1721 blev Tjirikov uddannet fra flådeakademiet. 1725-30 var Tjirikov en del af 1. Kamtjatka-ekspedition og 1733-43 var han en del af 2. Kamtjatka-ekspedition.
15. juli 1741 var Aleksej Tjirikov den første russer til at gå i land på den amerikanske vestkyst, da han gik i land fra sit skib St. Paul. Flere spanske opdagelsesrejsende havde tidligere udforsket Nordamerikas vestkyst, herunder Juan Rodríguez Cabrillo i 1542-1543.
Fra 1746 var Tjirikov med til at udforme de russiske kort over de nye opdagelser man havde gjort.